# Koprivna
Koprivna je razloženo naselje samotnih kmetij v Občini Črna na Koroškem.Leži v povirju reke Meže na pobočjih Pece in Olševe.